# Do It Like a Dude
Singles de Jessie J
Price Tag
(2011)
Do It Like a Dude est le premier single musical de la chanteuse britannique Jessie J extrait de l'album Who You Are. Le single est sorti le 18 novembre 2010.

## Classement
| Classement (2010-2011)          | Meilleure position |
| ------------------------------- | ------------------ |
| Allemagne (Media Control AG)    | 41                 |
| Australie (ARIA)                | 66                 |
| Autriche (Ö3 Austria Top 40)    | 62                 |
| Belgique (Flandre Ultratip 100) | 8                  |
| Belgique (Wallonie Ultratip 50) | 19                 |
| Danemark (Tracklisten)          | 16                 |
| France (SNEP)                   | 71                 |
| Irlande (IRMA)                  | 11                 |
| Pays-Bas (Single Top 100)       | 95                 |
| Nouvelle-Zélande (RMNZ)         | 8                  |
| Écosse (OCC)                    | 2                  |
| Suède (Sverigetopplistan)       | 29                 |
| Royaume-Uni (UK Singles Chart)  | 2                  |